# Emil Telmányi

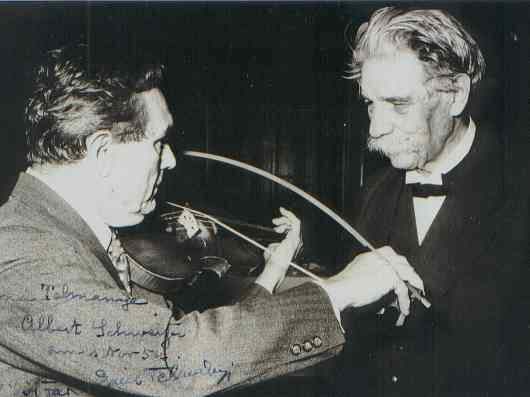
Emil Telmányi demuestra a Albert Schweitzer su arco curvo (Arco de Bach "Vega") en 1954.

Emil Telmányi (Arad (Austria-Hungría), 22 de junio de 1892 – Holte (Dinamarca), 13 de junio de 1988) fue un violinista, director de orquesta y pedagogo húngaro.

## Biografía
Telmányi, nació en Arad, hoy territorio de Partium, Transilvania (Rumanía), pero que entonces, pertenecía al reino de Hungría. Emil comenzó a aprender a tocar el violín a los diez años, estudiando posteriormente violín y dirección de orquesta con Jenő Hubay, y composición en la Academia de Música Ferenc Liszt de Budapest. A partir de 1911, realizó una gira por Europa como virtuoso del violín y se fue en 1912 a Copenhague. Allí se casó con Anne Marie, hija del compositor Carl Nielsen en 1918, y comenzó a dirigir en 1919.
En los años 1925-26, fue director de la Orquesta Sinfónica de Gotemburgo. Posteriormente fundó su propia orquesta de cámara. En 1936 se casó por segunda vez con la pianista Annette Schiøler, con quien realizó varias grabaciones. Telmányi se esforzó por promover las obras de Nielsen habiendo grabado algunas de sus sonatas para violín y su Concierto para violín. Creó como violinista las obras para este instrumento con compositores como Ernst von Dohnányi y Victor Schiøler y, posteriormente, como director creó el concierto para clarinete.
Se interesó por la técnica de interpretación de obras barrocas y trabajó sobre la práctica del arco curvo (Arco de Bach "Vega"). El arco curvo facilita la ejecución de acordes de tres o cuatro cuerdas de violín. Con este arco interpretó en 1954 las Sonatas y partitas para violín solo, BWV 1001-1006 de Johann Sebastian Bach, (grabadas en noviembre de 1953 y marzo de 1954), que podía ajustarse para que el violinista pudiera tocar tres o incluso las cuatro cuerdas del violín a la vez.
De 1940 a 1969, enseñó en la Academia de Música de Aarhus. Murió, a los 95 años, en Holte, Dinamarca.